# Becky Lynch
Rebecca Quin (Limerick, Ierland, 30 januari 1987), beter bekend als Becky Lynch, is een Iers professioneel worstelaar en actrice die sinds 2013 actief is in de World Wrestling Entertainment.
Lynch wordt beschouwd als een van de populairste vrouwelijke worstelaars aller tijden. Ze is een vijfvoudig WWE Women's Champion, waarvan ze vier keer het WWE SmackDown Women's Championship won en één keer het WWE Raw Women's Championship. Tevens won Lynch in 2019 de jaarlijkse Royal Rumble.
In 2019 speelde Lynch de hoofdrol bij WrestleMania. Ze was headliner bij het evenement WrestleMania 35, een wedstrijd voor het Raw en SmackDown Women's Championships met Ronda Rousey en Charlotte Flair als tegenstanders. Lynch won de twee titels en maakte haar de eerste vrouwelijke worstelaar die beide titels wist te bemachtigen in WWE. Ze verloor een maand daarna het SmackDown Women's Championship. Voorts was ze de langst regerende Raw Women's Champion met een record aantal van 398 dagen, voordat ze met zwangerschapsverlof ging in mei 2020.

## Prestatie
- CBS Sports
  - Best Moment of the Year (2018) – Viel Ronda Rousey aan op Raw[10]
  - Wrestler of the Year (2018)[10]
  - WWE Match of the Year (2018) vs. Asuka en Charlotte Flair bij het evenement TLC[10]
- Pro Wrestling Illustrated
  - Most Popular Wrestler (2019)[11]
  - Woman of the Year (2018, 2019)[11][12]
  - Gerangschikt op nummer 1 van de top 100 female wrestlers in de PWI Female 100 in 2019[13]
- Queens of Chaos
  - World Queens of Chaos Championship (1 keer)[14]
- Sports Illustrated
  - Women's Wrestler of the Year (2018, 2019)[15][16]
- SuperGirls Wrestling
  - SuperGirls Championship (1 keer)[14]
- Wrestling Observer Newsletter
  - Worst Feud of the Year (2015) Team PCB vs. Team B.A.D. vs. Team Bella
  - Women's Wrestling MVP (2018, 2019)[17][18]
- WWE
  - WWE Raw Women's Championship (1 keer)[14]
  - WWE SmackDown Women's Championship (4 keer)[14]
  - Women's Royal Rumble (2019)
  - Gerangschikt op nummer 3 van de top 50 Greatest WWE Female Superstars aller tijden (2021)[19]
  - WWE Year-End Awards (3 keer)
    - Female Superstar of the Year (2018, 2019)[20][21]
    - Match of the Year (2018) vs. Charlotte Flair bij het evenement Evolution[20]